# 天草瀬戸大橋
天草瀬戸大橋（あまくさせとおおはし）は、熊本県天草市にある本渡瀬戸に架かる道路橋である。本項では、並行している天草未来大橋(第2天草瀬戸大橋)および同じ本渡瀬戸にかかる本渡瀬戸歩道橋についても記述する。

## 概要
天草の上島と下島をつなぐ橋であり、国道266号および国道324号に指定されている。全長約700 m。瀬戸を航行する船舶を考慮して、桁はその高さに架けられており、海面からの高さを確保するため、橋の両端はループ橋となっている。
本橋は本渡瀬戸にかかる橋としては3代目である。本橋の完成以前は自動車交通と船舶の航行を両立させる可動橋が建設されていたが、1970年代には、本渡瀬戸を航行する船舶と道路交通量それぞれの増加により、交通渋滞が激しくなったため、本橋の架設が計画され、1974年5月に完成した。

## 歴史
- 1923年 - 瀬戸橋として、回転式の可動橋が完成[2]。
- 1960年 - 新瀬戸橋として、両側から跳ね上げ式の可動橋が完成[3]。
- 1973年8月 - 建設中の橋を「天草瀬戸大橋」と命名[4]
- 1974年5月 - 完成
- 2023年2月25日 - 天草未来大橋が開通。

## 天草未来大橋(第2天草瀬戸大橋 )
本渡瀬戸をまたぐルートが天草瀬戸大橋のみであるため、慢性的な交通渋滞が発生しており、その緩和のため、熊本県、天草市などは「第2天草瀬戸大橋」構想を立てた。。
地域高規格道路として計画されている熊本天草幹線道路の一部である本渡道路の1期区間として建設される。本渡道路は天草市港町から志柿町までの全長約4 kmの道路で、熊本天草幹線道路の最西端の区間となる。1期区間は延長約1.3 kmで、ほとんどが天草未来大橋となる。2013年度から整備が開始され、天草未来大橋を含む｢本渡道路｣が令和5年2月25日に開通した。
天草未来大橋は全長1,148 m、構造は6区間27径間で構成される連続桁橋で、陸上部はPC連続中空床版橋、海上部は鋼連続箱桁橋が採用される。完成2車線、道路幅員は標準部10.5 m、橋梁部9.5 m、設計速度は時速60 km/hである。
起点側から順に下記の構造で構成される。
- PC5径間連続中空床版橋（153m）
- 鋼4径間連続細幅箱桁橋（200m）
- 鋼3径間連続細幅箱桁橋（175m）
- 鋼3径間連続綱床版箱桁橋（252m）
- PC6径間連続中空床版橋（180m）
- PC6径間連続中空床版橋（188m）

## 本渡瀬戸歩道橋

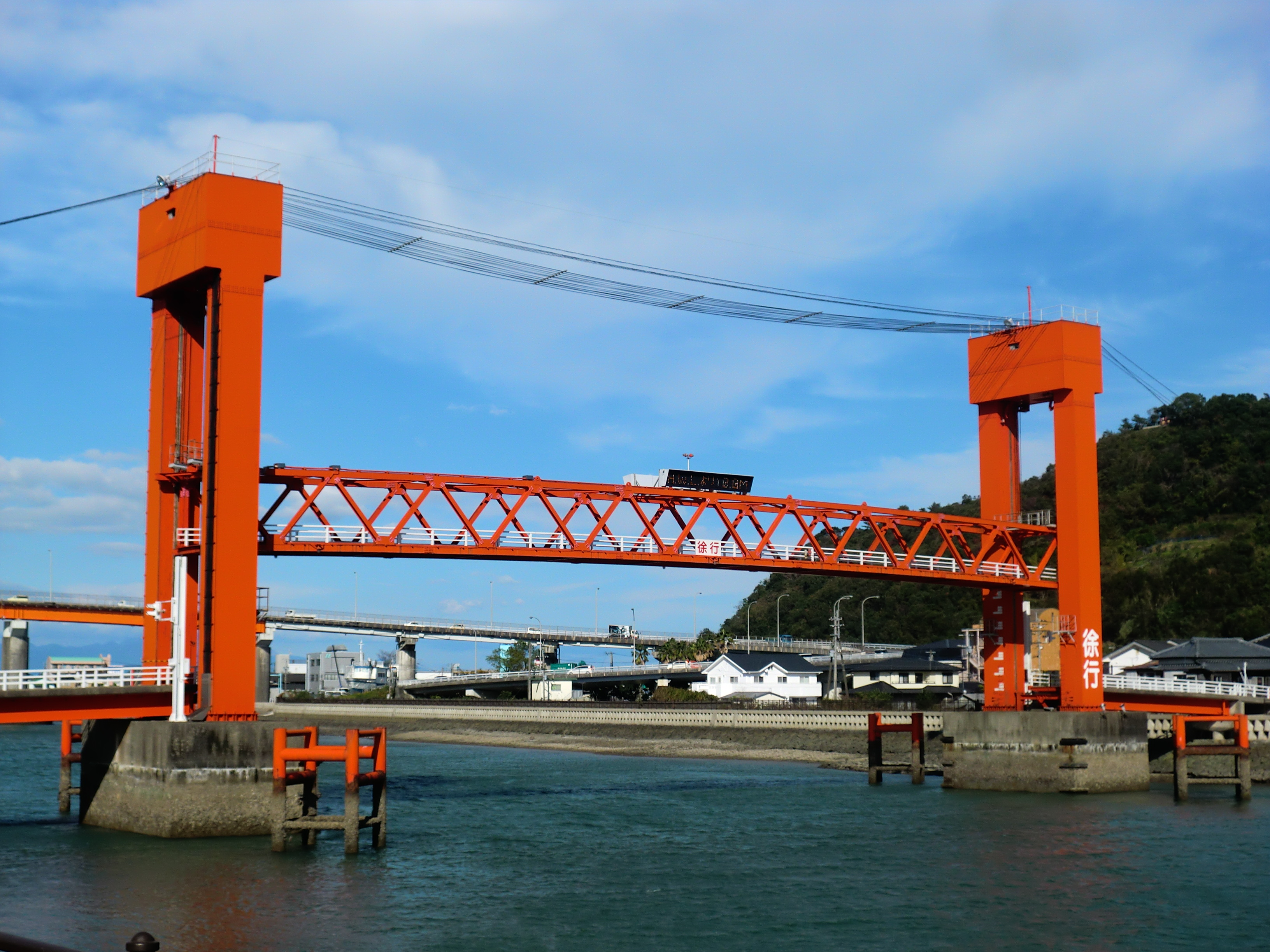
本渡瀬戸歩道橋（昇開時）

天草瀬戸大橋は歩道はあるものの、路面が高く徒歩で渡るのは困難なため、歩行者、自転車のための橋として本渡瀬戸歩道橋が建設され、1977年に完成した。航路確保のため、可動橋（昇開橋）となっている。2007年までは、本渡港と水俣港を結ぶ南国海運のフェリーも通航していた。全長125 mで、可動部分は58 m、赤く塗装されているため、通称は「赤橋」である。歩行者のほか、バイクも押して通ることができる。